# Piscina Mirabilis
Piscina Mirabilis (latinski za "čudesni bazen") je starorimska cisterna na brdu Bacoli na zapadnom kraju Napuljskog zaljeva, južna Italija. Smatra se jednom od najvećih antičkih cisterni koje su sagradili stari Rimljani, u usporedbi s najvećim rimskim rezervoarom, Yerebatan Sarayi (poznata i kao Bazilika cisterna) u Istanbulu .
Pridjevak Mirabilis dao je toskanski pjesnik Francesco Petrarca iz 14. st. prilikom jednog od svojih posjeta.

## Povijest
Piscina Mirabilis izgrađena je pod Augustom vjerojatno da bi opskrbila vodom Classis Misenensis u obližnjoj luci Misenum, kojoj su bile potrebne velike količine svježe vode za samu bazu i za brodove. Budući da se nalazi 1 km udaljen od rezidencijalnih i vojnih četvrti u Misenumu koje su ležale jedna uz drugu i koje je direktno napajala Aqua Augusta, također je moguće da je cisterna pripadala nekoj od mnogih luksuznih vila izgrađenih na ovom području, poput manjih cisterni Grotta della Dragonara i Cento Camerelle u blizini.
Piscina Mirabilis se opskrbljivala vodom iz Aqua Auguste, izgrađene nakon 33. pr. Kr., koja je dovela vodu do većine mjesta u okolici Napulja.
Niz od dvanaest malih komora s bačvastim svodom dodan je na sjeveroistočnoj strani krajem 1. do početka 2. stoljeća kako bi se povećao iskoristivi kapacitet i izgrađen u opus mixtum i opus vittatum. U jednom od njih nalazi se pod od cocciopesta s mozaičkim teserama u obliku labirinta i središnjom bijelom intarziranom pločom s polikromiranim pločicama od vapnenca, za koju se čini da potječe iz starije faze.
Cisterna je sigurno bila izvan upotrebe kada je Aqua Augusta uništena između 4. i 5. stoljeća nove ere.
O njegovoj monumentalnosti svjedoče dimenzije: visoka 15 m visoka, dugačka 72 m i široka 25 m. Kapacitet joj je 12,600 m3, odnosno 12,6 milijuna litara, ili otprilike veličine 5 olimpijskih bazena.
Izgrađena je kao neka vrsta hipostilne dvorane na četverokutu kako bi se dobila četiri reda od dvanaest križnih stupova u redu koji dijele unutarnji prostor na pet dugih lađa i trinaest dvorišta (baš kao da je katedrala, otuda i lokalni nadimci "vodene katedrale" ili " katedrale u Bacoliju "). 48 stupova podupire bačvasti zasvođeni strop pokriven krovnom terasom od opus caementiciuma i popločan vodootpornim opus signinumom.
Piscina je imala dva ulaza (AA), stubište poduprto trima lukovima u sjeverozapadnom kutu i jednim u jugoistočnom, trenutno zatvorenom. Jedino od dva stubišta (CC) koje još omogućuje pristup glavnoj lađi je sjeverozapadno stubište. S obzirom na nepostojanje rupa vidljivih izvana, pretpostavlja se da je voda dovedena kroz cijevi koje dolaze sa sjeverozapadnog ulaza (D). U sredini kratkog središnjeg broda nalazi se bazen (BB) dubok 1,1 m, izdubljen u podu i s ispustom na jednom kraju, koji je služio kao tzv. piscina limaria (kupka za otpatke, tj. bazen za taloženje i drenažu) za dekantiranje, čišćenje i povremeno pražnjenje cisterne. Voda je izvučena odozgo pomoću drevnih hidrauličkih sustava, iskorištavanjem rupa u bačvastim svodovima.
Zidovi i stupovi bazena su u opus reticulatumu, s pribjegavanjem opekama za zidove i tufelli za stupove. Potonji su hidroizolirani cocciopestom i tehnikom glačanja uglova kroz rubnjake postavljene na njihovoj bazi.
Voda se iz cisterne ispumpavala pomoću strojeva smještenih na krovnoj terasi cisterne, koja je u 1. stoljeću nove ere proširena dodavanjem niza od 12 potpornih bačvastih prostorija na sjeverozapadnoj strani.

### Korišteni materijali[2]
Za izgradnju cisterne rimski su inženjeri u to vrijeme miješali sirovi tuf (izvađenog iz napuljskog žutog tufa, proizvedenog erupcijom u Flegrejskim poljima prije otprilike 15 000 godina), slatku vodu hidratiziranog vapna i cocciopesto, potonji karakteriziran mješavinom vapna, pucolana i dijela koji čine razbijene pločice, cigle i zgnječena keramika, koji mogu dati vapnu hidrauličnost. Iznimno je zanimljiv sastav mješavine cementa ljepila, koji nastaje reakcijom vapna, cocciopesta, kalcita, gipsa i tobermorita.
Prva restauracija dogodila se u prvoj polovici 20. stoljeća i bila je više usmjerena na konsolidaciju nekih stupova i svodova od tufa i popunjavanje nekih pukotina. Prvi dokumentiran u arhivu Soprintendenze je završetak iskopavanja spomenika između 1910. i 1926., nakon čega je uslijedila konsolidacija oštećenih zidova. Godine 1926. izvršena je sanacija oštećenja drugog i trećeg potpornog luka u vrijeme prve lađe, plohe stupova sanirane su žbukom od vapna i lokalnog pucolana, a zidovi novim umetcima od opus reticulatum. Godine 1929. izvedeni su radovi na pristupnom stubištu obloženom slojem cementa i cocciopesta debljine 3 cm. Godine 1936. radovi na konsolidaciji oštećenih lukova nastavljeni su rekonstrukcijom nedostajućih dijelova svodova, zatim popravkom ekstradosa cementom i betonom. Nakon ove obnove tek 2007. godine realiziran je novi projekt učvršćenja i hidroizolacije krovne terase spomenika.

## Pristup
Drevna cisterna je u privatnom vlasništvu, ali je otvorena za javnost.

## Daljnje čitanje
- Paoli, Paolo Antonio. (1768). Antiquitatum Puteolis Cumis Baiis Existentium Reliquiae. Avanzi delle antichità esistenti a Pozzuoli, Cuma e Baja . Napoli: [sn ], Anno ACNMDCCLXVIII (s punim skeniranim knjigama dostupnim na Njemačkom arheološkom institutu (iDAI) ), ao tekstovi povezani s Expl. fol. 34 & Tab. LXI[11]
- De Feo, Giovanni i De Gisi, Sabino i Malvano, Carmela i De Biase, O. (2010.). Najveći rezervoari vode u antičkom rimskom svijetu i “Piscina Mirabilis” u Misenumu. Znanost i tehnologija o vodi: Opskrba vodom. vol. 10, broj 3, str. 350–358. Izdanje IWA Publishing, 2010.

## Vanjske poveznice
- Službena stranica Piscina Mirabilis - Bacoli
- Službena turistička stranica Kampanije
- Službeni turistički portal - Comune di Bacoli (talijanski)
- Arheološki park Flegrejskih polja - Parco Archeologico Campi Flegrei (talijanski)